# Jane Priday
Jane Priday (ur. 1936 w Nottingham, zm. 1994) – brytyjska brydżystka.
Jane Priday urodziła się jako Jane Bland. Z pierwszego małżeństwa urodziła się jej córka Alison Garrett. W roku 1960 wyszła ponownie za mąż za brydżowego internacjonała Pedro Juana, który zmarł w roku 1965. W roku 1966 mężem jej został znakomity brydżysta Tony Priday z którym utworzyli parę brydżową.

## Wyniki brydżowe

### Olimpiady
Na olimpiadach uzyskała następujące rezultaty:
| Olimpiady brydżowe. Zawody teamów | Olimpiady brydżowe. Zawody teamów | Olimpiady brydżowe. Zawody teamów | Olimpiady brydżowe. Zawody teamów | Olimpiady brydżowe. Zawody teamów | Olimpiady brydżowe. Zawody teamów |
| Rok                               | Miejsce                           | Zawody                            | Kategoria                         | Drużyna                           | Pozycja                           |
| --------------------------------- | --------------------------------- | --------------------------------- | --------------------------------- | --------------------------------- | --------------------------------- |
| 1964                              | Nowy Jork                         | 2. Olimpiada Teamów               | Kobiety                           | Great Britain                     | 1                                 |

### Zawody światowe
W światowych zawodach zdobyła następujące lokaty:
| Mistrzostwa Świata. Konkurencja par | Mistrzostwa Świata. Konkurencja par | Mistrzostwa Świata. Konkurencja par | Mistrzostwa Świata. Konkurencja par | Mistrzostwa Świata. Konkurencja par | Mistrzostwa Świata. Konkurencja par |
| Rok                                 | Miejsce                             | Zawody                              | Kategoria                           | Partner                             | Pozycja                             |
| ----------------------------------- | ----------------------------------- | ----------------------------------- | ----------------------------------- | ----------------------------------- | ----------------------------------- |
| 1966                                | Amsterdam                           | 2. Mistrzostwa Świata               | Kobiety                             | Joan Durran                         | 1                                   |

### Zawody europejskie
W europejskich zawodach zdobyła następujące lokaty:
| Zawody europejskie. Konkurencja teamów | Zawody europejskie. Konkurencja teamów | Zawody europejskie. Konkurencja teamów | Zawody europejskie. Konkurencja teamów | Zawody europejskie. Konkurencja teamów | Zawody europejskie. Konkurencja teamów |
| Rok                                    | Miejsce                                | Zawody                                 | Kategoria                              | Drużyna                                | Pozycja                                |
| -------------------------------------- | -------------------------------------- | -------------------------------------- | -------------------------------------- | -------------------------------------- | -------------------------------------- |
| 1966                                   | Warszawa                               | 25. Mistrzostwa Europy Teamów          | Kobiety                                | Great Britain                          | 1                                      |
| 1963                                   | Baden-Baden                            | 23. Mistrzostwa Europy Teamów          | Kobiety                                | Great Britain                          | 1                                      |
| 1961                                   | Torquay                                | 21. Mistrzostwa Europy Teamów          | Kobiety                                | Great Britain                          | 1                                      |

## Klasyfikacja
- Jane Priday – klasyfikacja WBF (ang.)
- Jane Priday – klasyfikacja EBL (ang.)